# Ripipteryx marginata
Ripipteryx marginata är en insektsart som beskrevs av Newman, E. 1834. Ripipteryx marginata ingår i släktet Ripipteryx och familjen Ripipterygidae. Inga underarter finns listade i Catalogue of Life.